# Lejowe Siodło
Lejowe Siodło lub po prostu Siodło – położona na wysokości około 1245 m mało wybitna przełęcz pomiędzy Zadnią Rosochą (1271 m) a Wierchem Kuca (1305 m) w polskich Tatrach Zachodnich. Wschodnie jej stoki opadają do Doliny Lejowej, zachodnie do Wielkiej Suchej Doliny (odnoga Doliny Chochołowskiej). Na wschodnich stokach poniżej Lejowego Siodła znajduje się Polana Kuca.
Nazwa Lejowe Siodło obejmuje również dość dużą bezleśną płaśń znajdującą się na przełęczy i zaraz pod nią, na stokach od strony Doliny Lejowej. Jest ona trawiasta, dawniej wchodziła w skład Hali Lejowej i stała na niej niewielka szopa.